# Великокобеляцька волость
Великокобеляцька волость — адміністративно-територіальна одиниця Кобеляцького повіту Полтавської губернії з центром у Великобиляцьких хуторах.
Старшинами волості були:
- 1904—1915 роках козак Олексій Михайлович Писаренко[1],[2],[3].